# Enzo Moavero Milanesi
Pour les articles homonymes, voir Milanesi.
Enzo Moavero Milanesi, né le 17 août 1954 à Rome, est un avocat et homme politique italien. 
Politiquement indépendant depuis 2014, il est ministre des Affaires étrangères et de la Coopération internationale du 1er juin 2018 au 5 septembre 2019 dans le gouvernement de Giuseppe Conte. Il est auparavant ministre pour les Affaires européennes, dans les gouvernements Monti et Letta du 16 novembre 2011 au 22 février 2014.

## Biographie
Enzo Moavero Milanesi a été juge du Tribunal de première instance auprès de la Cour de justice de l'Union européenne à Luxembourg et a collaboré avec la Commission européenne en qualité de directeur général du Bureau of European Policy Advisors. 
Il obtient son diplôme de droit à l'université La Sapienza de Rome, par la suite il poursuit ses études au Collège d'Europe de Bruges où il se spécialise en droit communautaire. En 1983, il suit le cours de droit international à l'université du Texas à Dallas. 
De 1977 à 1979, dans le cadre de son service national, il est lieutenant dans la Garde des finances, en recevant une reconnaissance majeure pour sa carrière militaire. 
Il a été chargé de cours en droit communautaire à l'université La Sapienza de Rome et à l'université LUISS de Rome de 1993 à 1996. Ensuite, il a enseigné à l'université Luigi-Bocconi de Milan et de 2002 à 2006, il est revenu à La Sapienza. 
Pendant le gouvernement Amato I, il est chargé du rétablissement financier des agences publiques. En 1994, Carlo Azeglio Ciampi le nomme sous-secrétaire d'État aux Affaires européennes. De 1995 à 2000, il est choisi par Mario Monti alors commissaire européen comme chef de cabinet d'abord à la Concurrence, puis au Marché intérieur. Il est considéré comme le bras droit de Monti et son collaborateur de confiance : c'est d'ailleurs le premier des ministres à avoir prêté serment le 16 novembre 2011, devant Giorgio Napolitano. De 2002 à 2005, il est vice-secrétaire général à la Commission européenne.
Le 1er juin 2018, il est nommé ministre des Affaires étrangères dans le gouvernement Conte.

## Publications
- Enzo Moavero Milanesi, Antitrust e concentrazioni fra imprese nel diritto comunitario, Milano, Giuffrè, 1992 (ISBN 88-14-03112-6)
- Enzo Moavero Milanesi, Diritto della concorrenza dell'Unione Europe, Napoli, Editoriale Scientifica, 2004 (ISBN 88-89373-10-5)
- Enzo Moavero Milanesi et Luigi Ferrari Bravo, Lezioni di diritto comunitario, Napoli, Editoriale Scientifica, 2000 (ISBN 88-87293-47-3)
- Enzo Moavero Milanesi et Luigi Ferrari Bravo, Diritto comunitario, Napoli, Editoriale Sciantifica, 2006 (ISBN 88-951521-7-4)